# شون غريفيثز
شون غريفيثز (بالإنجليزية: Sean Griffiths)‏ (16 مايو 1995 في المملكة المتحدة - ) هو لاعب كريكت بريطاني. شارك مع منتخب إنجلترا للكريكت.

## وصلات خارجية
- شون غريفيثز على موقع إي آس بي آن كريك إنفو (الإنجليزية)